# Klippare (häst)
Klippare är belagt sedan 1300-talet som beteckning för en mindre, livlig och snabb hästtyp. I Sverige var den i allmänhet av lantras, det vill säga en duglig, robust häst med osäker härstamning. Benämningen klippare på en liten, pigg och snabb ridhäst användes i många länder i norra Europa (engelska clipper, tyska klepper). Ordet är sannolikt bildat ur det klapprande ljudet från hovarna när hästen snabbt travade på hård väg. 
På indelningsverkets tid i Sverige var vissa rusthållares åligganden att hålla ryttarhäst, helst valack eller hingst, minst 4 och högst 20 år gammal och 9 kvarter 2 tum hög. Klippare har använts inom den svenska krigsförvaltningen för att beteckna en häst som kunde vara en ersättningshäst för en rusthållares nummerhäst, då denna för tillfället var obrukbar eller då ingen annan häst fanns att tillgå. Klipparen behövde då inte fylla det för nummerhäst föreskrivna måttet men skulle vara 120 cm hög. En sådan häst fick i fredstid inte användas i arbete utan skulle stå på stall och ridas ett par gånger per vecka. På grund av kostnaderna och svårigheten att anskaffa stora hästar bestod de svenska arméhästarna till stor del av klippare. 
Brandklipparen, som ska ha ridits av både Karl XI och Karl XII, var en typisk klippare.